# تیم ملی فوتبال نونهالان ایران
تیم ملی فوتبال نونهالان ایران (به زبان انگلیسی Iran National football team U'14) نمایندهٔ فوتبال ایران در ردهٔ سنی زیر ۱۲ سال است که در مسابقات آسیایی و فستیوال‌های غرب و جنوب آسیا نماینده فوتبال زیر ۱۴ سال ایران است که زیر نظر فدراسیون فوتبال ایران فعالیت می‌کند.

## رقابت‌های بین‌المللی

### مقدماتی قهرمانی آسیا ۲۰۱۳
این مسابقات با حضور تیم‌های ایران، پاکستان، هند، قرقیزستان و ترکمنستان در ورزشگاه ثامن‌الائمهٔ مشهد برگزار گردید؛ و تیم ایران با ۴ برد مقتدرانه به دور بعد مسابقات راه پیدا کرد.

#### اعضای تیم
سرمربی: حسین صالح.
بازیکنان: محمدرضا میرزایی احمد آباد، متین شریفی، محمدصادق سلطان دهقان از البرز، بنیامین ماهان، عارف محمدعلی‌پور، مهدی محمدیاری، مهدی مرادی، محمدرضا میرزاده از تهران، بنیامین زمانی، محمدرضا گلی، وحید نامداری، معراج اسماعیلی، محمدرضا غبیشاوی، ذبیح‌الله کوهکن از سیستان و بلوچتان، حمیدرضا اکبری از فارس، سینا رزم‌خواه از تبریز، مهرداد زارعی از قزوین، عرفان فرشی و میلاد نجفی از اردبیل، احمد مزوری از کرمان، امیرحسین اسماعیل‌زاده از مازندران و محسن معظمی گودرزی از اصفهان نفرات تیم ملی نونهالان را تشکیل دادند.

### قهرمانی نونهالان آسیا ۲۰۱۴
مسابقات آسیایی نونهالان زیر ۱۴ سال به میزبانی ایران در همدان از تاریخ ۱۳ تا ۲۲ مرداد ۱۳۹۳ برگزار شد. این مسابقات در دو گروه ۴ تیمی انجام شد و ایران در مرحلهٔ نیمه‌نهایی با باخت با نتیجهٔ ۳–۲ مقابل عراق از دور مسابقات کنار رفت و همچنین تیم ملی عراق قهرمان این مسابقات نیز شد. گروه‌بندی این مسابقات به این شرح بود:
گروه A: ایران – عربستان سعودی – کرهٔ شمالی – تیمور شرقی.
گروه B: کرهٔ جنوبی – تاجیکستان – تایلند – عراق.

#### اعضای تیم
سرمربی: حیدر شریفی. مربی: موسی سواری.
بازیکنان: معراج اسماعیلی، مهرداد زارعی، میلاد نجفی، عارف محمدعلی‌پور، محسن گودرزی، سینا رزم‌خواه، محمد شریفی، وحید نامداری، ذبیح‌الله کوهکن، محمدرضا غبیشاوی، امیرحسین اسماعیلی، محمد ذوالفقاری، سجاد شنان طرقی، حمیدرضا اکبری.

### فستیوال منطقه‌ای جنوب و مرکز آسیا ۲۰۱۶
در سال ۲۰۱۶ تیم ملی نونهالان زیر ۱۴ سال در فستیوال بین‌المللی جنوب و مرکز آسیا مقام قهرمانی را از آن خود کرد. این بازی‌ها با حضور ۶ تیم ایران، تاجیکستان، هند، افغانستان، نپال و قرقیزستان برگزار شد و تیم ایران با پنج برد و پانزده امتیاز، مقام قهرمانی را از آن خود کرد.

#### اعضای تیم
سرمربی: علی طهماسبی‌زاده، مربی: فرشاد ماجدی
بازیکنان: شروین رضایی از مازندران، محمدرضا باقری، سید پوریا تیموری، علی رضایی، امیرمحمد آذرمند از تهران، یاسین سلمانی از اصفهان، ایلیا بحرینی، مهدی صفرزاده، پیام پارسا، علیرضا باویه، حسین شاوردی از خوزستان، علی یزدانی و علیرضا رجبی از خراسان رضوی، علیرضا اسدآبادی از کرمان، پوریا بابازاده از آذربایجان غربی، آرین عصارزاده از مشهد، امیرحسین امن‌زاده از اردبیل، ابوالفضل علیزاده از گیلان.

### تورنمنت بین‌المللی ووهان ۲۰۱۷
در سال ۲۰۱۷ تیم ملی نونهالان عازم چین برای تورنمنت ووهان شد و بعد از شکست و نتایج ضعیف در این تورنمنت، علی طهماسبی‌زاده از سرمربیگری این تیم برکنار شد.

### تورنمنت چهارجانبهٔ قطر ۲۰۱۸
تیم ملی نونهالان در نخستین دیدار خود در تورنمنت چهارجانبهٔ قطر ۲۰۱۸ مقابل تیم تونس با نتیجهٔ ۳–۰ پیروز شد. تیم ملی در ادامه توانست مقام قهرمانی این مسابقات را به‌دست‌آورد. یزدان جاهد با زدن ۳ گل در ۲ مسابقه آقای گل این دوره از مسابقات شد و عنوان بهترین بازیکن را هم از آن خود کرد.

#### اعضای تیم
سرمربی: محمد یاوری
بازیکنان: آریا حسینی‌فرد، رضا حیدری از بندر ماهشهر، حمیدرضا شریفی، عرفان جاوی، محمدمهدی محمدی، محمدامین دوستعلی، عرشیا کریمی، ایمان دانش، سعید محمودی، محمد عباسی، محمدرضا کوشکی، یاسین جعفری، علی‌اکبر رنجبر، سجاد خادمی، فاضل شادی، محمد کیا میرشاهی

### جام کافا ۲۰۱۸ تاشکند
رقابت‌های آسیایی کافا با حضور تیم‌های ایران، ازبکستان، ترکمنستان، قزاقستان و قرقیزستان در تاشکند برگزار شد که ایران اولین برد و دیدارش را در تاریخ ۳۱ تیر ۱۳۹۷ با تیم قرقیزستان آغاز کرد و در آخرین دیدار مقابل تاجیکستان با نتیجهٔ ۳–۰ پیروز شد و قهرمان رقابت‌ها با کسب ۱۵ امتیاز گردید. مهران نفری و آریا اصغری (دو گل) گلزنان ایران در این مسابقه بودند.
مهدیارصانع، ارشیا کریمی، ارشیا حاتمی، یزدا جاهد، امیرحسین هاشم موسوی از شهریار، از گیلان حمیدرضا شریفی، ایمان دانش، علیرضا گلی از خوزستان رضا بابایی، عرفان جاوی از مازندران یاسین جعفری از گلستان امید ابراهیم‌زاده، فاضل شادی از آذربایجان شرقی محمد کیا امیرحسین هاشم موسوی رضوی، مسیح مرادی از اصفهان محمد عباسی از تهران، اعضای تیم ملی نونهالان در سال 2024 هستند.

## افتخارات
- کسب مقام قهرمانی در فستیوال جنوب و مرکز آسیا در سال ۲۰۲۰ (شهریور ۱۳۹۹)
- کسب مقام قهرمانی در کافا ۲۰۱۸ تاشکند در ۹ مرداد ۱۳۹۷